# Gai si de a xiu luo
Gai si de a xiu luo (en chino, 該死的阿修羅) es una película dramática criminal y misterio taiwanesa de 2021 dirigida por Lou Yi-an y escrita por Lou Yi-an y Singing Chen. La película cuenta con un elenco de seis actores Joseph Huang, Morning Mo, Peijia Huang, Devin Pan, Wong Yu-xuan y Hoa-zhe Lai. Se inspiró en hechos de la vida real de informes periodísticos sobre asesinatos al azar. La película fue seleccionada como la entrada taiwanesa a la Mejor Película Internacional en la 95.ª edición de los Premios Óscar. En noviembre de 2021, la película se estrenó en el Festival de Premios Caballo de Oro de Cine de Taipéi, donde fue nominada a Mejor Artista Revelación (Pan), Mejor Guion Original y ganó el Premio a la Mejor Actriz de Reparto (Wang).
En julio de 2022, Goddammed Asura participó en el Festival de Cine de Taipéi, entre las nueve nominaciones que obtuvo como Mejor Guion, Mejor Actriz de Reparto (Wang) y Mejor Banda Sonora (para Qin Xuzhang, Xu Jiawei, Chan Liu y Cai Jiaying). La película también participó en el Festival de Cine Judicial en noviembre de 2021, el Festival de Cine Chino de Singapur en diciembre de 2021, el Festival de Cine de Taiwán en Australia en julio de 2022, el Festival de Cine de Taiwán en Vancouver y el Festival de Cine de Hong Kong en agosto de 2022. También participó en el Festival Filmosa de París en septiembre de 2022.

## Reconocimientos
| Año  | Ceremonia de premiación                 | Categoría               | Resultado | Candidato                                      |
| ---- | --------------------------------------- | ----------------------- | --------- | ---------------------------------------------- |
| 2022 | Festival de Cine de Taipéi              | Mejor guion             | Ganadores | Lou Yi-an & Singing Chen                       |
| 2022 | Festival de Cine de Taipéi              | Mejor Largometraje      | Nominada  | Gai si de a xiu luo                            |
| 2022 | Festival de Cine de Taipéi              | Mejor director          | Nominado  | Lou Yi-an                                      |
| 2022 | Festival de Cine de Taipéi              | Mejor actor de reparto  | Nominado  | Devin Pan                                      |
| 2022 | Festival de Cine de Taipéi              | Mejor actor de reparto  | Nominado  | Morning Mo                                     |
| 2022 | Festival de Cine de Taipéi              | Mejor edición           | Nominados | Lou Yi-an, Singing Chen, Chen Xiaodong         |
| 2022 | Festival de Cine de Taipéi              | Mejor actriz de soporte | Ganadora  | Wang Yu-xuan                                   |
| 2022 | Festival de Cine de Taipéi              | Mejor banda sonora      | Ganadores | Qin Xuzhang, Xu Jiawei, Chan Liu y Cai Jiaying |
| 2022 | Festival de Cine de Taipéi              | Maquilladora            | Nominada  | Lijia Yang                                     |
| 2021 | Festival de cine y premios Golden Horse | Mejor actriz de soporte | Ganadora  | Wang Yu-xuan                                   |
| 2021 | Festival de cine y premios Golden Horse | Mejor guion original    | Nominados | Lou Yi-an & Singing Chen                       |
| 2021 | Festival de cine y premios Golden Horse | Mejor nuevo intérprete  | Nominado  | Devin Pan                                      |

## Recepción
El 17 de marzo de 2022, el reportero Han Chen escribió en la revista Taipei Times: "La actuación es sólida en todos los ámbitos y el valor de producción es alto...".
El 26 de julio de 2022, la revista Fletcher & Third escribió en una reseña de varias páginas: "Un estudio rico, complejo y emotivo de la juventud desilusionada de Taipei, Gai si de a xiu luo ocasionalmente puede tocar lo sombrío, ofreciendo una perspectiva desapasionada de la cultura juvenil contemporánea. Pero también es extrañamente encantador; una intrigante obra de cine que es a la vez cautivadora y ambiciosa en su ejecución y, en última instancia, merece atención".